# Панюков Олександр Олексійович
Олександр Олексійович Панюков (1894, завод Мотовилиха Пермського повіту Пермської губернії, тепер у складі міста Пермі, Російська Федерація — 7 травня 1962, місто Москва, тепер Російська Федерація) — радянський діяч органів внутрішніх справ, начальник Норильського комбінату, заступник міністра внутрішніх справ СРСР, генерал-майор. Депутат Верховної ради СРСР 2-го скликання.

## Біографія
Народився в родині коваля. У 1908 році закінчив п'ять відділень Мотовилихинського двокласного училища.
У серпні 1908 — грудні 1910 року — розсилний-текстильник Пермського гарматного заводу в Мотовилисі. У грудні 1910 — листопаді 1914 року — слюсар Пермського гарматного заводу. У листопаді 1914 — грудні 1917 року — командний наглядач Пермського гарматного заводу.
Член РСДРП(б) з березня 1917 року.
З жовтня до грудня 1917 року — рядовий у Червоній гвардії в Пермі.
У грудні 1917 — вересні 1918 року — завідувач контрольно-реквізиційного відділу Пермського губернського комітету продовольства (губпродкому).
У вересні 1918 — січні 1919 року — представник губпродкому в Москві.
У січні — серпні 1919 року — завідувач відділу заготівель та член колегії Курського губпродкому.
У серпні 1919 — квітні 1921 року — комісар продовольства Усольського повіту Пермської губернії.
У квітні 1921 — квітні 1922 року — заступник комісара продовольства та тво. комісара продовольства Пермської губернії.
У квітні 1922 — січні 1923 року — комісар продовольства Тюменської губернії.
У січні 1923 — травні 1924 року — заступник народного комісара продовольства Киргизької АРСР, керуючий відділення акціонерного товариства «Хлібопродукт» в Киргизькій АРСР (місто Оренбург).
У травні 1924 — липні 1927 року — керуючий відділення акціонерного товариства «Хлібопродукт» в місті Саратові.
У липні 1927 — серпні 1928 року — керуючий відділення акціонерного товариства «Хлібопродукт» в місті Кзил-Орда.
У 1928 році закінчив екстерном три курси економічного відділення Московського Плехановського технікуму.
У серпні 1928 — липні 1929 року — уповноважений правління акціонерного товариства «Союзхліб», помічник начальника виробничого відділу «Союзхліба» в Москві.
У липні 1929 — квітні 1930 року — керуючий міжокружного відділення акціонерного товариства «Союзхліб» в місті Курську.
У квітні 1930 — травні 1931 року — заступник керуючого Західно-Сибірського крайового відділення «Союзхліб» в місті Новосибірську.
У травні 1931 — лютому 1934 року — заступник начальника «Уралмашбуду» та директор заводу «Уралмашбуд» у місті Свердловську. У січні — лютому 1934 року — тво. начальника «Уралмашбуду».
У лютому — червні 1934 року — заступник начальника «Ульбабуду» тресту «Карагандавугілля» та Ріддерського тресту.
У червні 1934 — жовтні 1936 року — заступник начальника будівництва електростанції Головкольормету в селищі Ульбастрой Східно-Казахстанської області.
У жовтні 1936 — січні 1938 року — заступник керуючого тресту «Великий Ріддер» селища Ульбастрой Східно-Казахстанської області.
У січні 1938 — листопаді 1939 року — начальник управління будівництва Бєлоусовського мідно-свинцевого комбінату, помічник директора та тво. директора Бєлоусовського мідно-свинцевого комбінату в селі Глубоке Східно-Казахстанської області.
У листопаді 1939 — березні 1940 року — в.о. директора Садонського комбінату в селищі Мізур Садонського району Північно-Осетинської АРСР.
13 квітня 1940 — 2 квітня 1941 року — заступник начальника Норильського комбінату НКВС та начальник Дудинського порту.
2 квітня 1941 — 8 липня 1948 року — начальник Норильського комбінату і начальник Норильського управління виправно-трудових таборів НКВС (МВС) СРСР.
28 червня 1948 — 12 жовтня 1950 року — заступник міністра внутрішніх справ СРСР.
16 квітня 1949 — 18 березня 1953 року — начальник головного управління Єнісейбуду МВС СРСР.
10 квітня 1953 — 2 березня 1954 року — начальник головного управління з розвідки і експлуатації родовищ та будівництва підприємств кольорових та рідкісних металів у Красноярському краї Міністерства металургії СРСР.
2 березня — 30 вересня 1954 року — начальник Головного управління нікелевої та кобальтової промисловості «Головмідьнікель» Міністерства кольорової металургії СРСР.
30 липня 1954 року звільнений у запас. З 30 вересня 1954 року — персональний пенсіонер у Москві.
Помер 7 травня 1962 року в Москві. Похований на Новодівочому цвинтарі Москви.

## Звання
- старший лейтенант державної безпеки (11.09.1941)
- полковник адміністративної служби (23.03.1943)
- комісар державної безпеки (14.04.1945)
- генерал-майор (9.07.1945)

## Нагороди
- два ордени Леніна (4.07.1943, 8.02.1949)
- орден Трудового Червоного Прапора (16.05.1945)
- орден Червоної Зірки
- медаль «За доблесну працю у Великій Вітчизняній війні 1941—1945 рр.»
- медалі
- знак «Заслужений працівник НКВС» (23.06.1943)